# Pseudanthias taira
Pseudanthias taira es una especie de peces de la familia Serranidae en el orden de los Perciformes.

## Morfología
Los machos pueden llegar alcanzar los 10 cm de longitud total.

## Hábitat
Es un pez de mar de clima subtropical y asociado a los arrecifes de coral.

## Distribución geográfica
Se encuentra en el Japón.